# Fifty Big Ones: Greatest Hits
Fifty Big Ones: Greatest Hits es un álbum doble de compilación de The Beach Boys editado en el año 2012 en el marco del aniversario por sus 50 años de trayectoria. El álbum tiene algunas nuevas remezclas en sonido estereofónico. A su vez la lista de canciones es similar a la que tocaron durante sus conciertos del Tour 50 Aniversario. El título hace referencia al álbum de estudio 15 Big Ones.

## Características
Además de tener los clásicos habituales como "Surfin' USA", "I Get Around" y "California Girls", esta compilación es destacada por tener canciones que no han aparecido habitualmente -o no aparecieron nunca- en otras compilaciones de Capitol, como "It's O.K.", "All This is That", "This Whole World", "I Just Wasn't Made for These Times" y "Surf's Up". Por otro lado el álbum incluye el material más reciente de The Beach Boys con la adición de "That's Why God Made the Radio" y "Isn't It Time".
Las canciones tienen un orden aleatorio, cuando habitualmente las compilaciones de Capitol están ordenadas cronológicamente o por género musical.

## Lista de canciones
Todas escritas por  Brian Wilson y Mike Love, excepto donde se indica.
Disco 1
1. "California Girls" [mezcla estéreo de 2002] - 2:46
2. "Do It Again" - 2:19
3. "Surfin' Safari" - 2:06
4. "Catch a Wave" - 2:11
5. "Little Honda" - 1:53
6. "Surfin' USA" (Chuck Berry / Brian Wilson) - 2:30
7. "Surfer Girl" (Brian Wilson) - 2:27
8. "Don't Worry Baby" [mezcla estéreo de 2009] (Roger Christian / Brian Wilson) - 2:50
9. "Little Deuce Coupe" (Roger Christian / Brian Wilson) - 1:41
10. "Shut Down" [mezcla estéreo de 2003] (Roger Christian / Brian Wilson) - 1:51
11. "I Get Around" - 2:13
12. "The Warmth of the Sun" - 2:53
13. "Please Let Me Wonder" [mezcla estéreo de 2007] - 2:51
14. "Wendy" [mezcla estéreo de 2007] - 2:21
15. "Getcha Back" (Mike Love / Terry Melcher) - 3:01
16. "The Little Girl I Once Knew" - 2:36
17. "When I Grow Up (To Be a Man)" [mezcla estéreo de 2012] - 2:05
18. "It's O.K." - 2:12
19. "Dance, Dance, Dance" [mezcla estéreo de 2003] (Mike Love / Brian Wilson / Carl Wilson) - 2:04
20. "Do You Wanna Dance?" [mezcla estéreo de 2012] (Bobby Freeman) - 2:22
21. "Rock and Roll Music" (Chuck Berry) - 2:28
22. "Barbara Ann" [mezcla estéreo de 2012] (Fred Fassert) - 2:13
23. "All Summer Long" [mezcla estéreo de 2007] - 2:10
24. "Help Me, Rhonda" [versión de sencillo] - 2:47
25. "Fun, Fun, Fun" - 2:16

Disco 2
1. "Kokomo" (Mike Love / Scott McKenzie / Terry Melcher / John Phillips) - 3:37
2. "You're So Good to Me" [mezcla estéreo de 2007] - 2:15
3. "Wild Honey" [mezcla estéreo de 2012] - 2:38
4. "Darlin'" [mezcla estéreo de 2012] - 2:12
5. "In My Room" (Gary Usher / Brian Wilson) - 2:13
6. "All This Is That" (Al Jardine / Mike Love / Carl Wilson) - 3:59
7. "This Whole World" (Brian Wilson) - 1:57
8. "Add Some Music to Your Day" (Joe Knott / Mike Love / Brian Wilson) - 3:33
9. "Cotton Fields" [versión de sencillo] [mezcla estéreo de 2001] (Huddie Ledbetter) - 3:15
10. "I Just Wasn't Made for These Times" [mezcla estéreo de 1996] (Tony Asher / Brian Wilson) - 3:22
11. "Sail On, Sailor" (Tandyn Almer / Raymond Kennedy / Van Dyke Parks / Jack Rieley / Brian Wilson) - 3:18
12. "Surf's Up" (Van Dyke Parks / Brian Wilson) - 4:14
13. "Friends" (Al Jardine / Brian Wilson / Carl Wilson / Dennis Wilson) - 2:33
14. "Heroes and Villains" [mezcla estéreo de 2012] (Van Dyke Parks / Brian Wilson) - 3:39
15. "I Can Hear Music" (Jeff Barry / Ellie Greenwich / Phil Spector) - 2:37
16. "Good Timin'" (Brian Wilson / Carl Wilson) - 2:13
17. "California Saga (On My Way to Sunny Californ-I-A)" (Al Jardine) - 3:23
18. "Isn't It Time" [versión de sencillo] (Mike Love / Larry Millas / Jim Peterik / Joe Thomas / Brian Wilson) - 3:47
19. "Kiss Me, Baby" - 2:44
20. "That's Why God Made the Radio" (Larry Millas / Jim Peterik / Joe Thomas / Brian Wilson) - 3:19
21. "Forever" (Gregg Jakobson / Dennis Wilson) - 2:41
22. "God Only Knows" [mezcla estéreo de 1996] (Tony Asher / Brian Wilson) - 2:55
23. "Sloop John B" [mezcla estéreo de 1996] (trad. arr. B. Wilson) - 3:03
24. "Wouldn't It Be Nice" [mezcla estéreo de 2001] (Tony Asher / Mike Love / Brian Wilson) - 2:33
25. "Good Vibrations" (Mike Love / Brian Wilson) - 3:37